# Савино (Гагаринский район)
Савино — деревня в Гагаринском районе Смоленской области России. Входит в состав Самуйловского сельского поселения.
Расположена в северо-восточной части области в 36 км к северо-востоку от Гагарина, в 24 км западнее автодороги Р90 Тверь — Уваровка, в междуречье Савинки и Титовки. В 22 км севернее деревни расположена железнодорожная станция Княжьи Горы на линии Москва — Ржев.
В деревне родился Герой Советского Союза Василий Маричев.

## История
В годы Великой Отечественной войны деревня была оккупирована гитлеровскими войсками в октябре 1941 года, освобождена в марте 1943 года.